# Brüggen
Brüggen ist eine Gemeinde in der Region Niederrhein im Westen des Bundeslandes Nordrhein-Westfalen und eine kreisangehörige Gemeinde des Kreises Viersen im Regierungsbezirk Düsseldorf. Seit 19. März 2012 darf Brüggen den offiziellen Zusatz Burggemeinde führen.

## Geografie
Brüggen liegt im Naturpark Maas-Schwalm-Nette. Die Schwalm durchfließt das Gemeindegebiet.
Es ist in die drei Ortsteile Brüggen (7450 Einw.), Bracht  (6700 Einw.) und Born (2000) gegliedert, zu denen folgende kleinere Siedlungsbereiche (z. T. ehemalige Honnschaften) gehören: Alst, Angenthoer, Borner Mühle, Boerholz, Dilborn, Genholt, Genrohe, Haverslohe, Heide, Heidhausen, Hülst, Lüttelbracht, Oebel, Stevensend und Woltersheide.

## Geschichte
Seine Entstehung verdankt Brüggen seiner geografischen Lage. An der einzigen passierbaren Furt über die Schwalm gelegen, bildete sich an der Kreuzung zweier Handelswege zwischen Rhein und Maas eine erste Siedlung (erstmals 897 urkundlich erwähnt). Die Grafen von Kessel
ließen nach niederländischem Vorbild eine 16 m hohe Kiesinsel aufschütten, um den morastigen Untergrund bebaubar zu machen. Darauf ließen sie eine Burganlage errichten (älteste urkundliche Erwähnung 1289), um diesen Etappenort zu sichern. Brüggen wurde zum Zentrum des gleichnamigen Amtes.
Im Jahr 1473 nahm der Burgunder Herzog Karl der Kühne die Burg Brüggen ein (im selben Feldzug unter anderem auch Venlo und Nijmegen). Karl starb im Januar 1477.
Über drei Jahrhunderte bis 1794 war die Burg im Besitz des Herzogtums Jülich; sie war eine starke Grenzfeste (Landesburg) des Herzogtums. 1794 besetzten Truppen Napoleons das linke Rheinufer; die Franzosenzeit währte bis 1814.
Die französischen Besatzer gaben die Burg 1804 zum Ausgleich jahrelang rückständiger Bezahlung an den letzten Amtmann der Burg. Danach fielen drei Viertel der ehemals viertürmigen Burg wie auch das gewaltige Festungswerk der Schleifung und Wiederverwendung von Baumaterialien zum Opfer.
Nach dem Ende der Operation Blackcock (Januar 1945) und nach dem Beginn der Operation Grenade räumte die Wehrmacht das Maas-Rur-Dreieck zwischen Venlo, Roermond und Wassenberg (namentlich die dortige Maas-Rur-Stellung) am 27./28. Februar kampflos, um einer Einkesselung zu entgehen.
Am 1. März 1945 stieß eine Kampfgruppe der US Army (im Rücken der Maas-Rur-Stellung) über Niederkrüchten, Brüggen, Bracht und Kaldenkirchen nach Venlo vor.
Brüggen wurde Teil der Britischen Besatzungszone.
Der britische Stützpunkt RAF Brüggen im Süden bestand bis 2001. Dort lagerten auch Atomwaffen.

### Eingemeindungen
Am 1. Juli 1970 wurden die Gemeinde Bracht und Teile der Gemeinden Breyell und Kaldenkirchen eingemeindet.

### Das Kreuzherrenkloster und die Klosterkirche
1479 gründete der Orden vom Heiligen Kreuz, dessen Kleriker auch Kreuzherren genannt wurden, in der Ortsmitte von Brüggen ein Kloster. Ein Jahr später begannen sie mit dem Bau der Klosterkirche St. Nikolaus. Nachdem diese im Jahr 1751 abgebrannt war, wurde sie bis 1756 als Barockkirche wieder aufgebaut. Auch die übrigen Klostergebäude brannten 1751 teilweise ab. 1756 entstand das Konventsgebäude, das heute noch erhalten ist. Der Orden unterhielt von 1630 bis 1794 im Kloster eine philosophische und theologische Fakultät zur Bildung seiner Angehörigen. Eine Lateinschule diente dem Unterricht der Kinder des Kirchspiels Brüggen. 1802 erfolgte durch die damalige französische Regierung die Säkularisation des Klosters. 1840 gründete Friedrich von Diergardt in dem ehemaligen Konventsgebäude die erste mechanische Seiden-Weberei des europäischen Festlands. Später wurde das Gebäude als Waisenhaus, Schule, Postamt und Pastorat genutzt. Heute befindet sich darin die Gemeindeverwaltung.

### Archiv
Das Gemeindearchiv Brüggen ist, ebenso wie das Archiv der ehemaligen Gemeinde Bracht, im Kreisarchiv Viersen öffentlich zugänglich.

## Politik

### Bürgermeister
Bürgermeister ist seit dem 15. Juni 2014 Frank Gellen (CDU). Sein Vorgänger war Gerhard Gottwald (CDU), er hatte das Amt 25 Jahre lang inne. Seit Gründung der heutigen Gemeinde Brüggen im Jahr 1970 sowie seit Ende des Zweiten Weltkriegs in den beiden Vorgängergemeinden Brüggen und Bracht gehörten alle Bürgermeister der CDU an.

### Gemeinderat
Der Brüggener Gemeinderat hat regulär 38 Mitglieder. Die Anzahl wurde auf Beschluss des Gemeinderates auf 34 Mitglieder verringert. In der Ratsperiode 2014–2020 kamen vier Ausgleichs- und Überhangmandate hinzu. Nach den Gemeinderatswahlen 1999 bis 2020 waren die Sitze folgendermaßen verteilt:
| Partei | Sitze | Sitze | Sitze | Sitze | Sitze |
| Partei | 2020  | 2014  | 2009  | 2004  | 1999  |
| ------ | ----- | ----- | ----- | ----- | ----- |
| CDU    | 14    | 18    | 16    | 16    | 17    |
| Grüne  | 6     | 5     | 3     | 2     | 1     |
| SPD:   | 5     | 6     | 5     | 6     | 7     |
| UBW1   | 4     | 4     | 3     | 4     | 4     |
| Wir2   | 3     | –     | –     | –     | –     |
| FDP:   | 2     | 3     | 4     | 3     | 2     |
| AWB3   | –     | 2     | 2     | 3     | 3     |
| Gesamt | 34    | 38    | 33    | 34    | 34    |

1UBW: Unabhängige Brachter Wählergemeinschaft (konservativ, Ursprung CDU) 2Wir: Wählergemeinschaft Wir für Brüggen (grün-bürgerlich, Ursprung B’90/Grüne 2020)3AWB: Alternative Wählergemeinschaft Brüggen (konservativ, Ursprung CDU 1980)

## Wappen und Banner

Wappen und Banner der Gemeinde Brüggen
Altes Wappen (bis 1972)
Heutiges Wappen (seit 1972)
Banner

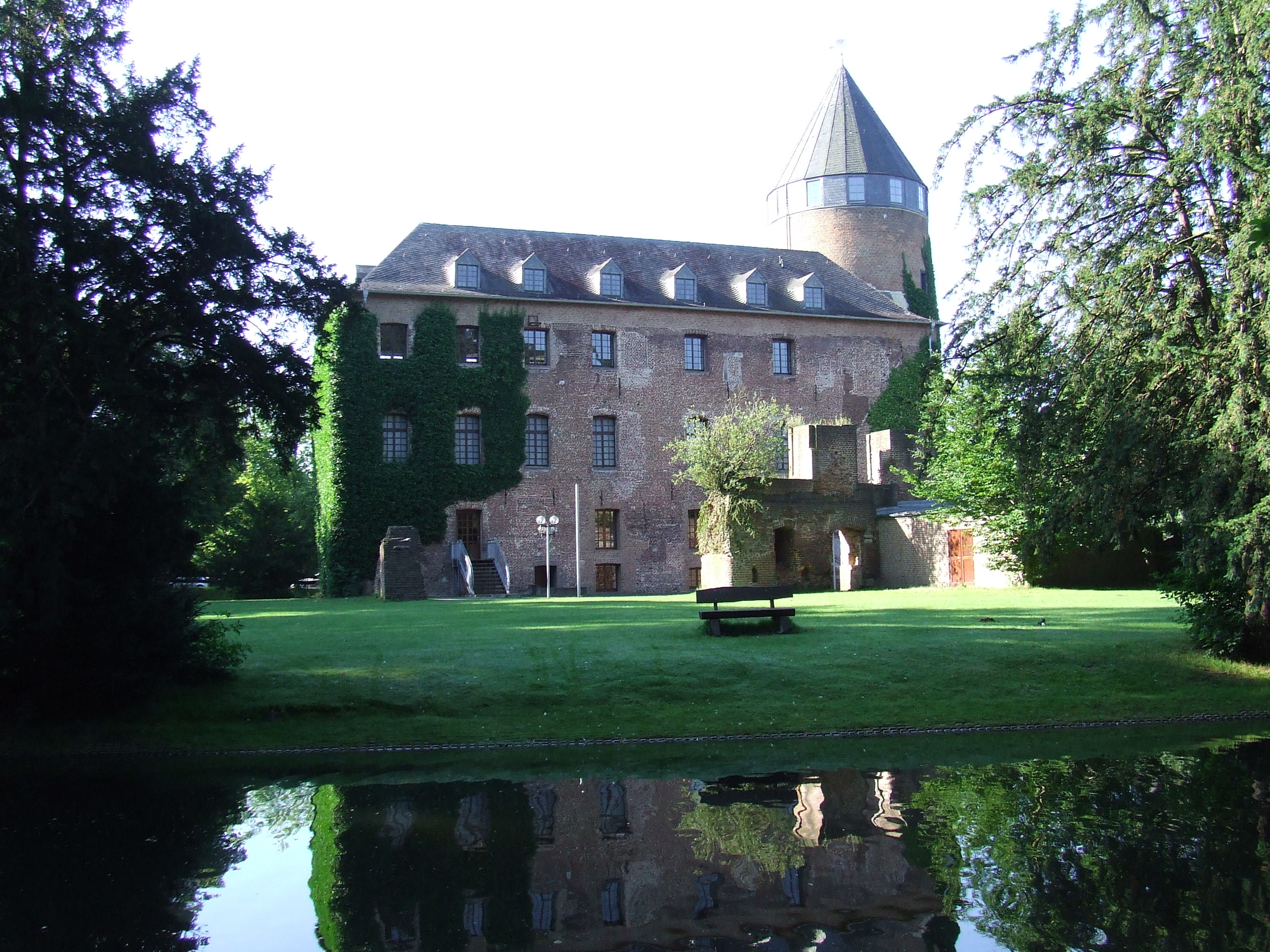
Burg Brüggen (Nordseite)

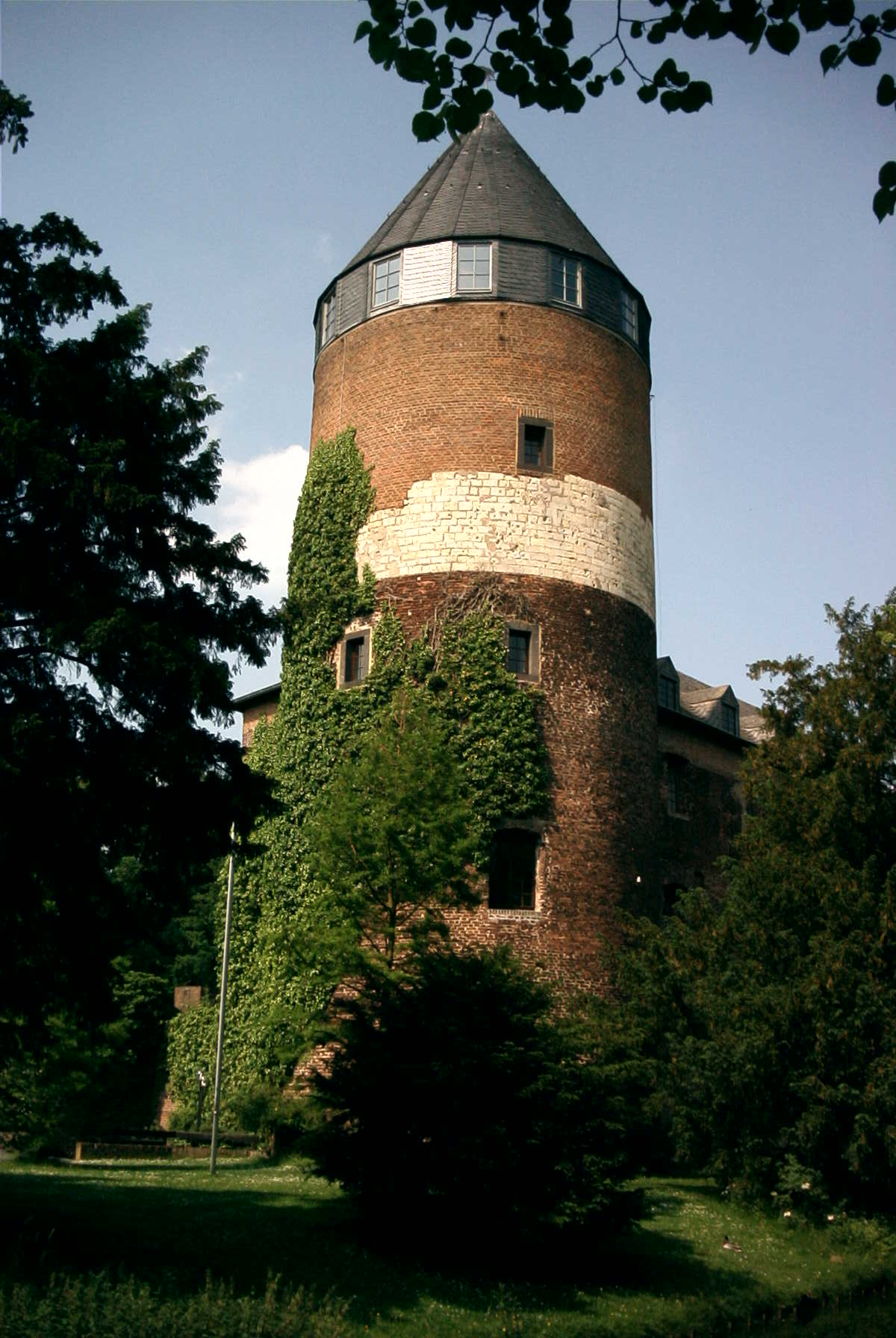
Der Turm der Burg Brüggen, der 1994 mit einem neuen Kegeldach versehen wurde

In Gold (Gelb) rechts die auf einer silbernen (weißen) Bank sitzende Muttergottes mit rotem Unterkleid, blauem Mantel und blauer Lilienkrone. Gesicht, Hände und Haar sind silbern (weiß). Mit der linken Hand umfasst sie auf dem Schoß das silberne (weiße), von einem rot-silbernen (weißen) Heiligenschein umgebene Jesuskind. In der rechten Hand hält sie einen Rosenzweig mit drei roten Blüten. Links ein steigender, rot-bewehrter und rot-bezungter schwarzer Löwe, der einen blauen Wimpel an schwarzem Schaft mit silberner (weißer) Spitze in den Tatzen hält.
Das gezeigte Wappen entstand nach der kommunalen Zusammenlegung der ehemaligen Gemeinden Brüggen und (Mühl-)Bracht. Das erheblich ältere Wappen Mühlbrachts zeigte die Patronin der Brachter Pfarrkirche St. Mariae Himmelfahrt in rot-grüner Kleidung auf der linken Seite und den gelben Löwen Gelderns mit einem Lehensstander mit dem schwarzen Löwen Jülichs. Dieses alte Wappen war bereits im 12. Jh. das Siegel eines Schöffengerichts und galt als eines der schönsten in Deutschland.
Beschreibung des Banners: „Blau-gelb-blau-gelb-blau im Verhältnis 1:1:7:1:1 längsgestreift mit dem Gemeindewappen im Schild etwas oberhalb der Mitte.“

## Sehenswürdigkeiten
- Burg Brüggen
- Naturkundemuseum: Seit 1979 beherbergt die Burg Brüggen ein regionales Jagd- und Naturkundemuseum mit einer Naturpark-Informationsstelle.
- Schwalmpforte, darin ehemaliges Zollhaus, Stadttor und Rentei
- St.-Nikolaus-Kirche
- Ehemaliges Kreuzherrenkloster
- Borner Mühle
- Brüggener Mühle
- Schloss Dilborn
- Natur- und Tierpark Brüggen
- Neuer jüdischer Friedhof (Brüggen)
- Alter jüdischer Friedhof (Brüggen)

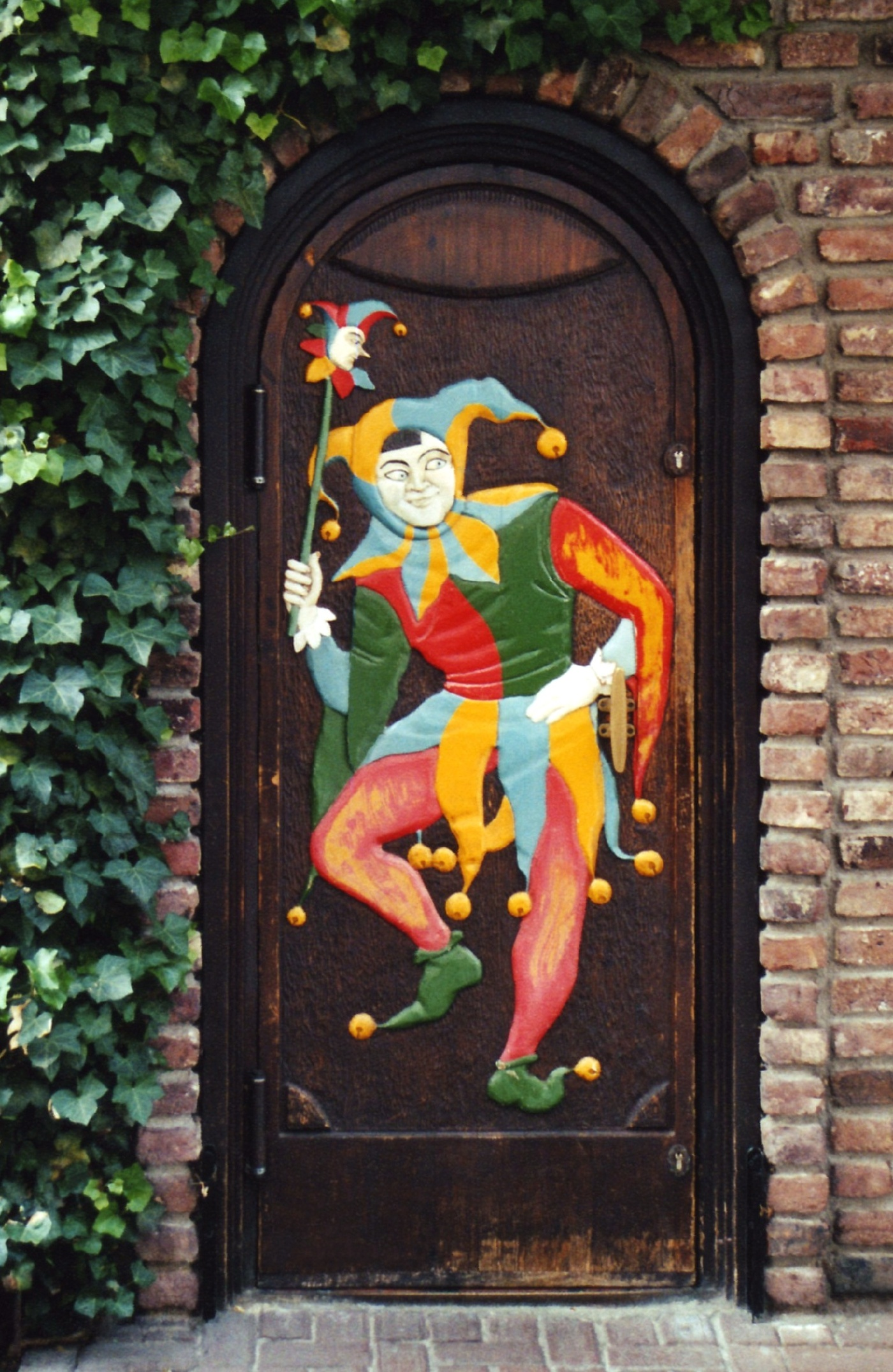
Ein Narr auf der Eingangstür der „Kaschemme“, einem Kneipen-Café in der Brüggener Altstadt

## Wirtschaft und Infrastruktur

### Verkaufsoffene Sonntage
Eine Besonderheit sind die verkaufsoffenen Sonn- und Feiertage von Anfang März bis Ende Oktober. An diesen etwa 40 Tagen haben viele Geschäfte der Klosterstraße (Fußgängerzone), Hochstraße und Bornerstraße geöffnet, so dass dann viele Touristen in die Stadt kommen. Diese Gäste sind ein wichtiger wirtschaftlicher Faktor für die Geschäfte und Gaststätten Brüggens.
Darüber hinaus finden mehrmals im Jahr Markt-Veranstaltungen, Altstadtfeste, Burg-Festivals und ähnlich gelagerte Veranstaltungen statt, die ebenfalls zumeist stark frequentiert werden.

### Infrastruktur
- Sechs Kindergärten
- Kreuzherrenschule Gem. Grundschule
- Gesamtschule Brüggen, Standort Brüggen (Jg. 9–13)
- Katholisches und evangelisches Pfarrheim
- Eine Evangelisch-Freikirchliche Gemeinde (Baptisten) im Ortsteil Bracht
- Drei Campingplätze
- Reisemobil-Stellplatz
- Eine Jugendherberge

### Verkehr

#### Straße
Durch Brüggen verläuft die Bundesstraße 221. Sie schließt nördlich von Brüggen in Kaldenkirchen an die A 61 nach Venlo und südlich von Brüggen in Niederkrüchten an die A 52 nach Roermond an. Beide Autobahnen führen nach Mönchengladbach und weiter nach Düsseldorf (A 52) bzw. Köln und Koblenz (A 61).

#### Eisenbahn
Brüggen war Endpunkt der Eisenbahnstrecke aus Dülken (Brüggener Klimp), die zwischen Brüggen und Waldniel 1984 und zwischen Waldniel und Dülken 1998 stillgelegt wurde. Der letzte Personenzug verkehrte 1966, der letzte Güterzug 1975. Hier wurde nach Abbau der Schienen ein Bahntrassenradweg eingerichtet.

#### Straßenbündiger ÖPNV
Einige Busse der NEW mobil und aktiv Viersen verkehren in Brüggen, deren Knotenpunkt Brüggen Markt ist.
Als Ersatz für die Eisenbahnstrecke Dülken–Brüggen nach Viersen verkehren die SB-Linie 88 und die Buslinie 074. Dabei verkehrt die
- 074 Buslinie 074 entlang der ehemaligen Eisenbahnstrecke von Brüggen nach Dülken und über Dülken weiter nach Süchteln, sowie auch in nördlicher Richtung über Brüggen Markt weiter und zwar in den Ortsteil Bracht und ins benachbarte Nettetal-Kaldenkirchen, wo sie den Bahnhof an der Bahnstrecke Viersen–Venlo erreicht, während
- SB88 die SB-Linie 88 Brüggen schnell über Niederkrüchten und Waldniel nach Viersen verkehrt, wo sie den Busbahnhof in der Innenstadt und den Bahnhof an der Bahnstrecke Duisburg–Mönchengladbach erreicht. Brüggen ist der westliche Ausgangspunkt des SB 88.

Weitere Linien sind:
- 012 Die Taxibus-Linie 012 von Brüggen Markt nach Niederkrüchten
- 064 Die nicht am Markt, sondern im Ortsteil Bracht beginnende Buslinie 067 nach Nettetal-Schaag, Nettetal-Lobberich, Viersen-Süchteln nach Tönisvorst mit Anschluss dort an die Straßenbahn Krefeld
- 067 Die Buslinie 067 von Brüggen Markt über Nettetal-Schaag, Viersen-Boisheim, Viersen-Dülken nach Viersen-Süchteln

## Persönlichkeiten
- Bernhard Röttgen  (1875–1955), Pfarrer und Heimatforscher
- Heinrich Nauen (1880–1940), Maler
- Marie von Malachowski-Nauen (1880–1943), Malerin
- Heinrich Malzkorn (1892–1980), Schriftsteller und Maler
- Leonhard Jansen (1906–1997), Schriftsteller
- Wildor Hollmann (1925–2021), Universitätsprofessor, Sportmediziner und Kardiologe
- Karl Prinz zu Löwenstein-Wertheim-Rosenberg (* 1952), Vorsitzender des Geschäftsführenden Vorstandes der deutschen Malteser
- Cay Helmich (* 1962), Schauspielerin und Psychologin
- Canan Bayram (* 1966), deutsche Politikerin von Bündnis 90/Die Grünen, Mitglied des Bundestags
- Lyane Leigh, (* 1969) Sängerin (u. a. bei E-Rotic)
- Thomas Loibl (* 1969), Schauspieler
- Simon Jentzsch (* 1976), Fußballtrainer

## Kultur
Die Verfilmung Die Vorstadtkrokodile des Kinderbuches Vorstadtkrokodile von Max von der Grün wurde 1977 größtenteils im Brüggener Ortsteil Bracht gedreht.
Im Ortsteil Oebel befinden sich Überreste des mittelalterlichen Töpfereizentrums von Brüggen-Oebel.